# Calacanthia trybomi
Calacanthia trybomi är en insektsart som först beskrevs av Sahlberg 1878.  Calacanthia trybomi ingår i släktet Calacanthia och familjen strandskinnbaggar. Inga underarter finns listade i Catalogue of Life.